# Carlo Petrini (gastronomo)
Carlo Petrini, conosciuto come Carlin (Bra, 22 giugno 1949), è un gastronomo, sociologo, scrittore e attivista italiano, fondatore dell'associazione Slow Food.

## Biografia
Figlio di un'ortolana e di  un ferroviere, studia Sociologia presso l'Università degli Studi di Trento e partecipa attivamente all'attività politica, venendo eletto consigliere comunale per la lista del Partito di Unità Proletaria a Bra. Si occupa di enogastronomia dal 1977 sui principali periodici e giornali italiani e partecipa attivamente alla nascita, con Stefano Bonilli, del Gambero Rosso, inizialmente inserto mensile del Manifesto. In questo periodo, tramite l'Arci, collabora con il Club Tenco ed è lo scopritore, nel 1980, delle Gemelle Nete. Fonda la "Libera e Benemerita Associazione degli Amici del Barolo", che diventerà nel luglio 1986 Arcigola, mantenendo forti legami col Gambero Rosso e con la rivista La Gola.
È ideatore di importanti manifestazioni come Cheese, il Salone del Gusto di Torino e la manifestazione biennale “Terra Madre”, giunta nel 2018 alla ottava edizione, che si svolge a Torino in contemporanea al Salone del Gusto. Il 9 dicembre 1989 a Bra viene fondato il Movimento Internazionale Slow Food. Ha curato l'edizione della Guida ai Vini del Mondo ed è stato curatore della Guida ai Vini d'Italia. Ha collaborato tra le altre testate con l'Unità e La Stampa; dal 2007 è una firma di Repubblica.
È in prima linea in una battaglia contro gli OGM, trovandosi spesso in disaccordo con esponenti del mondo scientifico, favorevoli alla ricerca sugli Organismi Geneticamente Modificati e al loro utilizzo.
Il 23 maggio 2007 viene nominato tra i 45 membri del Comitato promotore nazionale per il Partito Democratico. Nel 2008 il quotidiano inglese Guardian lo posiziona tra le 50 persone che potrebbero salvare il pianeta e nell'agosto dello stesso anno è nominato Ashoka fellow. Nel 2012 viene indicato da Vittorio Sgarbi come candidato premier del suo movimento politico.

## Nutrire il pianeta
Carlo Petrini è uno dei più convinti sostenitori in Italia di un'agricoltura maggiormente "compatibile", individuando in essa anche una modalità di maggiori rese e combatte quindi lo strapotere dell'industria agro-alimentare. 
In contrapposizione a questo assunto vi sono coloro, come il premio Nobel Norman Borlaug, il padre della rivoluzione verde, o l'agronomo Antonio Saltini, che prevedono invece un futuro in cui si assisterà ad un nuovo drammatizzarsi del problema delle carenza di derrate alimentari a causa dell'esaurirsi delle potenzialità delle scoperte e dei mezzi tecnici che hanno consentito in cinque decenni di triplicare le produzioni cerealicole del globo.

## Riconoscimenti
- 2000 Viene insignito del premio Communicator of the Year Trophy (istituito dalla IWSC, International Wine and Spirit Competition)
- 2002 Riceve il Premio Sicco Mansholt, indetto dall'omonima fondazione olandese, per l'attività intrapresa da Slow Food a supporto e difesa di un nuovo modello di agricoltura sostenibile.
- 2004 Viene inserito da Time Magazine tra gli "eroi del nostro tempo" nella categoria Innovator.
- 2009 Vince il Premio "Il Torinese dell'Anno".
- 2010 Vince il Premio Nazionale Cultura della Pace[10].
- 2012 Viene insignito del Premio Camillo Cavour (istituito dall'Associazione "Amici della Fondazione Camillo Cavour" in collaborazione con la "Fondazione Camillo Cavour").
- 2013 Vince il Premio Fionda di Legno perché si è fatto promotore di battaglie importanti contro gli Ogm, in difesa del territorio e della dignità del lavoro.[11]
- 2013 Viene insignito della cittadinanza onoraria di Laigueglia[12].
- 2014 Viene insignito della laurea honoris causa in "Legge Comparata, Economia e Finanza" dall'International University College di Torino[13].
- 2016 Viene nominato Ambasciatore Speciale della FAO in Europa per Fame Zero[14]
- 2023 Viene insignito della laurea honoris causa in "Lettere Umane" dall The American University of Rome[15].

## Opere
- Buono, Pulito e Giusto. Principi di una nuova gastronomia, Einaudi (2005; Giunti/Slow Food editore 2016)
- Slow Food Revolution, Rizzoli.
- Slow Food. Le ragioni del gusto, Laterza.
- Atlante delle vigne di Langa. Barolo e Barbaresco, Slow Food Editore.
- con Gigi Garanzini, In Francia con l'Italia, Baldini e Castoldi Dalai.
- con Marisa Radaelli e Carlo Leidi, La Morra nel cuore del Barolo. Storie e immagini di una delle capitali del vino, GRH.
- Terra madre. Come non farci mangiare dal cibo (con DVD), Giunti editore, 2009 ISBN 978-88-09-74436-3
- Cibo e libertà, Giunti/Slow Food editore, 2013
- con Stefano Mancuso, Biodiversi, Giunti/Slow Food editore, 2015
- con Gigi Padovani, Slow Food. Storia di un'utopia possibile, Giunti/Slow Food editore, 2017
- Terrafutura. Dialoghi con Papa Francesco sull'ecologia integrale, Giunti/Slow Food editore, 2020 ISBN 978-88-09-90545-0